# Franz Seraph Rieder
Franz Seraph Rieder (auch Franz Rieder; * 9. März 1806 in Poysdorf; † 3. April 1873 in Linz) war ein österreichischer römisch-katholischer Geistlicher, Theologe und Kirchenrechtler.

## Leben
Rieder war Sohn eines wohlhabenden Landwirts. Er besuchte das Gymnasium in Nikolsburg und ging anschließend zum Studium an die Universität Wien. Am 11. November 1828 erhielt er die Priesterweihe und ging anschließend in die Seelsorge. Er hatte Stellungen in Oberhollabrunn, Döbling sowie in Wien an der St. Johannkirche an der Praterstraße und zuletzt an der Kirche am Hof inne. Während dieser Zeit wurde er am 8. Juni 1833 zum Dr. theol. an der Wiener Universität promoviert und am 5. Dezember 1833 als Mitglied der Theologischen Fakultät dort aufgenommen. Neben seiner Tätigkeit als Geistlicher wählte ihn die Fakultät am 6. Dezember 1838 zu ihrem Dekan.
Rieder kam am 16. März 1841 als Domherr nach Linz. Er wurde zum 1. Mai desselben Jahres Direktor des Priesterseminars und am 21. September zusätzlich Direktor des Theologischen Studiums am Lyzeum Linz. Rieder bereiste in der Folgezeit die deutschen Staaten und studierte dort die Bildungseinrichtungen. Am 12. April 1845 erfolgte die Ernennung zum Oberaufseher über die Schulen in der Diözese Linz. 1848 wurde er Mitglied des Oberösterreichischen Landtages. Dort wurde er zum Vizepräsidenten gewählt und zudem zum Mitglied und Referenten des Ausschusses für das Volksschulwesen. Zum 28. Februar 1849 erhielt er das Amt des Domscholasters in Linz.
Rieder vertrat 1849 den erkrankten Bischof Gregor Thomas Ziegler bei der Konferenz der Bischöfe in Wien. 1850 wurde er mit weiteren Vertretungsbefugnissen ausgestattet und zum Generalvikar der Diözese ernannt. Nach dem Tod Zieglers führte er die Diözese als Kapitelsvikar. Zum 12. Jänner 1855 wurde er Dompropst in Linz, 1857 Präses des Linzer Ehegerichts. Am 8. Oktober 1859 ernannte man ihn außerdem zum Mitglied der Berathungs-Commission über Abfassung der Landgemeinde-Ordnung für das Erzherzogthum Oesterreich ob der Enns und über weitere, damit zusammenhängende Gegenstände. 
Rieder setzte mit seinem Erbe die Dompropst Rieder’s Armenstiftung sowie den Dompropst Rieder’s Unterstützungsfonds für hilfsbedürftige Priester. Seine umfangreiche Bibliothek erhielt das Priesterseminar.

## Ehrungen
- 20. Juli 1854: Ehrenbürger von Altschwendt in Oberösterreich
- 22. April 1854: Ritterkreuz des Franz Joseph-Ordens

## Werke (Auswahl)
- Handbuch der k. k. Gesetze und Verordnungen über geistliche Angelegenheiten
  - Band 1: Verordnungen vom Jahr 1740–1846, Mayer, Wien 1847.
  - Band 2: Verordnungen von 1846–1855, Mayer, Wien 1855.
  - Band 3: Verordnungen von 1855–1859, Ebenhöch, Linz 1859.
- In der Theologisch-praktischen Quartalsschrift von Johann Baptist Schiedermayr erschien in Linz bei Haslinger unter anderem
  - Der katholische Clerus in Oesterreich und die Constitution, im Jahrgang 1848,
  - Das Verhältniß des Bischofes zu dem Regularclerus im Jahrgang 1849,
  - Die Organisirung der kirchlichen Gerichte. im Jahrgang 1850 sowie
  - Die Kirchengesetze über das Predigtamt im Jahrgang 1854.
- Rückblick auf die Sitzung des oberösterr. Landtages vom 22. Februar 1867, Donner, Linz 1867.